# White label

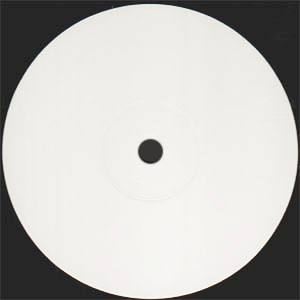
Un disque vinyle 12" promotionnel sur white label.

White label est un terme anglais donné aux disques vinyles 12’’ (33 tours) comportant un macaron central vierge. Ce sont des disques produits de manière indépendante, en petit nombre (moins de 300 exemplaires), par des petites maisons de disques ou par un individu, et souvent destinés à la promotion.

## Explications
Les disques en white label sont particulièrement nombreux chez les DJ's issus de la musique électronique et du hip-hop.
Aux États-Unis le terme « White Label Promo » décrit des éditions promotionnelles qui ont pratiquement le même texte, le même logo ou motif qu'un label commercial, mais sur un fond blanc au lieu de la couleur ou du motif que l'on trouve sur les éditions du commerce.
À l'origine, les white labels sont apparus au cours de compétitions entre DJ's, où ceux-ci enlevaient les étiquettes des vinyles pour que leurs concurrents ne puissent pas voir le titre de leur « arme secrète », la piste spéciale susceptible de les faire gagner. De nos jours, les white labels sont parfois utilisés pour promouvoir de nouveaux artistes ou la dernière création d'artistes chevronnés. Dans d'autres cas, un white Label sera utilisé pour dissimuler l'identité d'un artiste. Ce fut le cas par exemple pour des albums de Traci Lords et La Toya Jackson, dont les maisons de disques ont volontairement masqué leurs noms pour éviter d'éventuels préjugés défavorables chez les DJ's. De nombreux producteurs de musique sortent par ailleurs des disques sous un white Label dans le but de tester la réaction du public dans les clubs.
Beaucoup de white labels contiennent des remixes et/ou des pistes qui ne sont pas encore disponibles à la vente (on parle alors de bootlegs). Les white labels sont aussi parfois appelés « promos », diminutif de « promotional copies » (copies promotionnelles). Certains DJ's reçoivent et jouent ainsi ces copies des semaines voire des mois avant la sortie publique du morceau. Cette pratique permet d'estimer par avance le succès potentiel d'un morceau. D'une manière générale, rares sont les artistes qui ont été poursuivis en justice pour avoir utilisé des disques vinyles avec un white label dont l'origine n'était pas claire.
Il est possible de se procurer des white labels chez la plupart des disquaires.